# Landbus Unterland

Logo Landbus Unterland

Der Landbus Unterland ist ein Teil des Vorarlberger Landbussystems. Der Landbus Unterland ist auf Basis eines Gemeindeverbands organisiert, welcher sich aus den Gemeinden des unteren Rheintals, sowie des Leiblachtals zusammensetzt. Auch einige „Hanggemeinden“ wie Bildstein sind dem Verband beigetreten.
In Betrieb ging das Landbus-Unterland-System im Jahr 1999.

## Beteiligte Gemeinden
Die Busse fahren in 17 Gemeinden im Bezirk Bregenz, in drei Gemeinden im Bezirk Dornbirn sowie vier Gemeinden im Bezirk Feldkirch. Auch grenzüberschreitende Linien nach Lindau (D), Scheidegg (D), Niederstaufen (D) und Heerbrugg (CH) werden angeboten.

## Fuhrpark

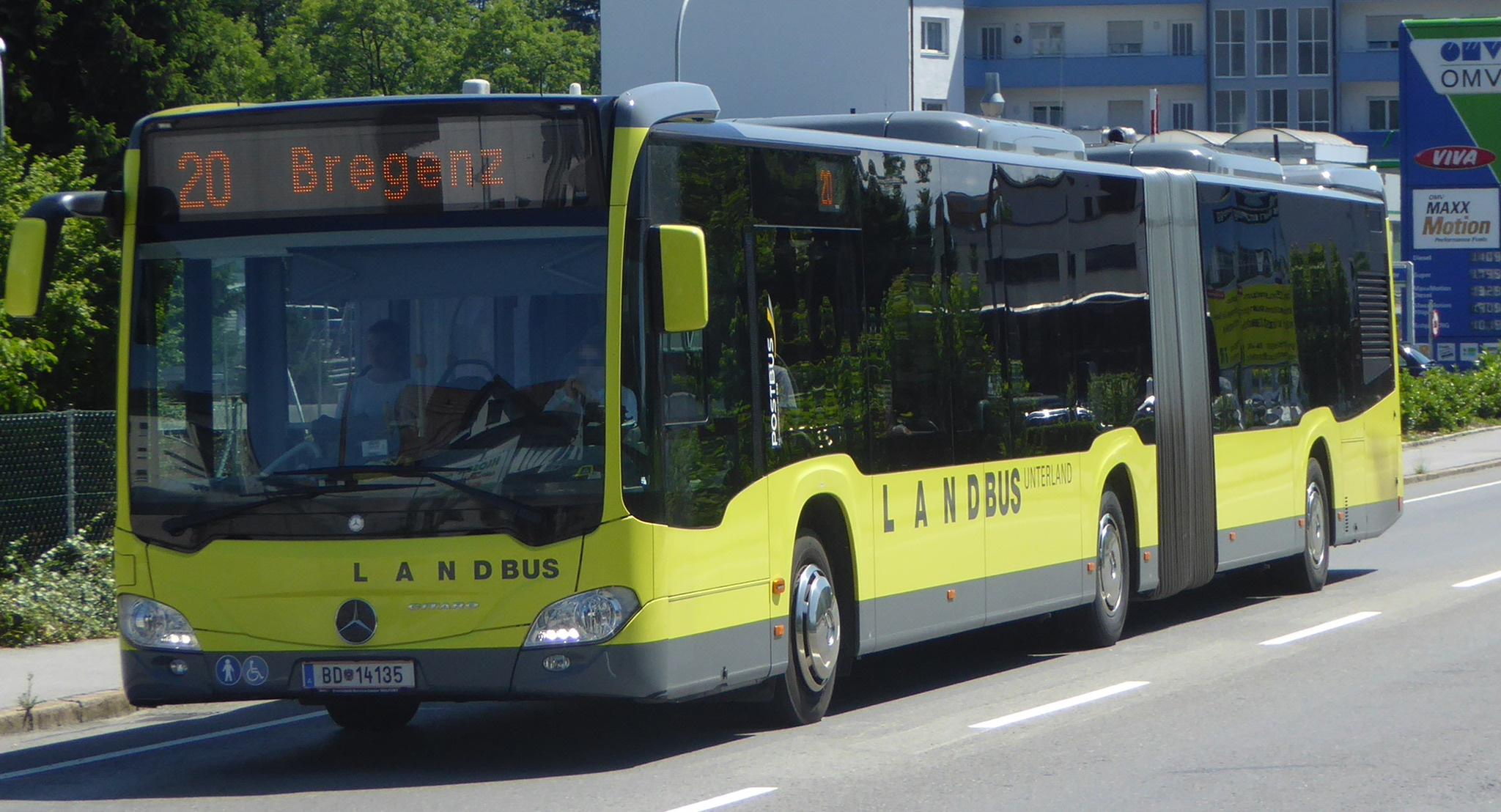
Ein Landbus der Type Mercedes-Benz Citaro C2 G

Die Verkehrsleistungen werden hauptsächlich vom Postbus, der Rheintal Busverkehr sowie diversen Kleinunternehmen erbracht. Alle Fahrzeuge sind einheitlich gestaltet und mit der Aufschrift „Landbus Unterland“ versehen. 1999 wurden gemeinsam zahlreiche MAN NL 263 beschafft (wovon heute keiner mehr beim Landbus Unterland verkehrt – die Busse wurden zum Teil nach Rumänien verkauft und wurden dort eingesetzt). Daneben wurden in den letzten Jahren zahlreiche andere Busse angeschafft. In der unten angeführten Tabelle ist der aktuelle Fuhrpark zusammengefasst
| Anzahl | Typ                                      | Kapazität      | Einsatzgebiet (Linie)                                                                    | Länge   |
| ------ | ---------------------------------------- | -------------- | ---------------------------------------------------------------------------------------- | ------- |
| 20     | MAN Lion’s City 12C                      | 30 / 62 (92)   | 120, 125, 130, 131, 135, 140, 141, 145, 150, 151, 160, 161, 165, 180, 181, 185, 186, SK* | 12,0 m  |
| 1      | MAN Lion’s City A23 (Gelenksbus)         | 45/122 (167)   | 120, 125, 130, 140, 141, 145, 150, 151, 160, 161, 165, 180                               | 18,0 m  |
| 5      | MAN Lion’s City 18C (Gelenksbus)         | 45 / 122 (167) | 120, 125, 130, 140, 141, 145, 150, 151, 160, 161, 165, 180                               | 18,0 m  |
| 1      | MAN Lion’s City A21                      | 30             | 120, 125, 130, 131, 135, 140, 141, 145, 150, 151, 160, 161, 165, 180, 181, 185, 186      | 12,0 m  |
| 10     | Mercedes-Benz Sprinter 65                | 15 / 18 (33)   | 118, 119, 127, 128, 129, 158, 159, 164                                                   | 7,7 m   |
| 3      | Mercedes-Benz Citaro (O530 Facelift)     | 28 / 74 (102)  | 120, 125, 130, 131, 135, 140, 141, 145, 150, 151, 160, 161, 165, 180, 181, 185, 186, SK  | 12,0 m  |
| 8      | Mercedes-Benz Citaro G (O530 G Facelift) | 44 / 96 (140)  | 120, 125, 130, 140, 141, 145, 150, 151, 160, 161, 165, 180                               | 17,94 m |
| 1      | Mercedes-Benz C2 K                       | 28 / 59 (87)   | 121                                                                                      | 10,6 m  |
| 4      | Mercedes-Benz C2                         | 28 / 74 (102)  | 131, 181, 184                                                                            | 12,0 m  |
| 12     | Mercedes-Benz C2 G                       | 44 / 90 (134)  | 120, 125, 130, 140, 141, 145, 150, 151, 160, 161, 165, 180                               | 18,0 m  |
| 4      | Mercedes-Benz C2 CapaCity                | 53 / 128 (181) | 120, 125, 140, 141, 150, 151, 160, 161, 165, SK5                                         | 19,7 m  |
| 18     | Solaris Alpino 8,9                       | 26 / 38 (64)   | 121, 126, 148, 149, 163, 166, 170, 171, 174, 175, 177, 184, SK*                          | 8,9 m   |
| 2      | Solaris Urbino 12                        | 33 / 62 (98)   | 120, 125, 130, 131, 135, 140, 141, 145, 150, 151, 160, 161, 165, 180, 181, 185, 186, SK  | 12,0 m  |
| 4      | Solaris Urbino 12 LE                     | 35             | 135                                                                                      | 12,00 m |
| 3      | Solaris Urbino 18                        | 47 / 93 (140)  | 120, 125, 130, 140, 141, 145, 150, 151, 160, 161, 165, 180                               | 18,0 m  |
| 2      | Iveco Crossway LE 12                     | 35             | 135                                                                                      | 12,0 m  |
| 5      | Solaris Urbino 9 LE Electric             | 26 / 38 (64)   | 148, 163, 166, 184                                                                       | 9,0 m   |

1. 1 2  Schulkurse, die meist von Postbus sowie diversen Privatunternehmen betrieben werden, größtenteils mit Fahrzeugen des Landbus Unterland.

### Geschichte rund um den Fuhrpark (Auszug – seit 2019)
Nachdem am 1. Juli 2019 die Abfahrtssteige am Bahnhof Dornbirn umgestaltet wurde (Hauptartikel: Umstrukturierungen am Bahnhof Dornbirn), wurden zwei Busse des Typs Mercedes-Benz C2 G der Linie 1 des Stadtbus Dornbirn zugeteilt. Im Gegenzug stießen zwei MAN Lion’s City A23 zum Landbus Unterland hinzu.
Knapp ein Jahr später kamen vier neue Mercedes-Benz C2 GL Capacity zum Fuhrpark hinzu. Diese sind rund 1,7 m länger als die normalen Gelenkbusse, haben 4 Achsen und verfügen über weitere 9 Sitz- und 38 Stehplätze.
Im August 2020 wurden die ersten neuen MAN Lion’s City 12C ausgeliefert. Zahlreiche Busse, vor allem die des Typs Mercedes-Benz Citaro O530 Facelift wurden durch die neuen Busse schrittweise bis zum Fahrplanwechsel im Dezember desselben Jahres ersetzt, obwohl bis heute noch 5 Fahrzeuge in Betrieb verweilen. Des Weiteren sind seit 2020 auch vier Mercedes-Benz C2 und ein Mercedes-Benz C2K beim Landbus Unterland im Einsatz.
Da seit 2020 auch beim Stadtbus Dornbirn neue Busse von MAN zum Einsatz kommen, sind die beiden Mercedes-Gelenkbusse wieder beim Landbus im Einsatz. Dadurch wurden die beiden Ersatzgelenkbusse von MAN überflüssig und abgezogen. Einer der beiden Fahrzeuge ist heute in der Nähe von Dortmund als Schienenersatzverkehr unterwegs.
Im Jahr 2021 wurden die seit 2006 verkehrenden MAN Lion’s City A23 Gelenksbusse durch neue Hybridfahrzeuge des Typs MAN Lion’s City 18C ersetzt. Im selben Jahr hat man außerdem Fahrzeuge aus Ostösterreich beschafft, diese verkehren seither auf der über die Autobahn A14 führende Linie 135. Bis 2025 ist es vorgesehen, dass neue Elektrobusse im Unterland eingesetzt werden.
Im Jahr 2024 werden die ersten 11 neue Solaris Urbino 9 LE Electric bei Rheintalbus Verkehr kommen und im Jahr 2025 die restlichen 5 Stück.

## Liniennetz

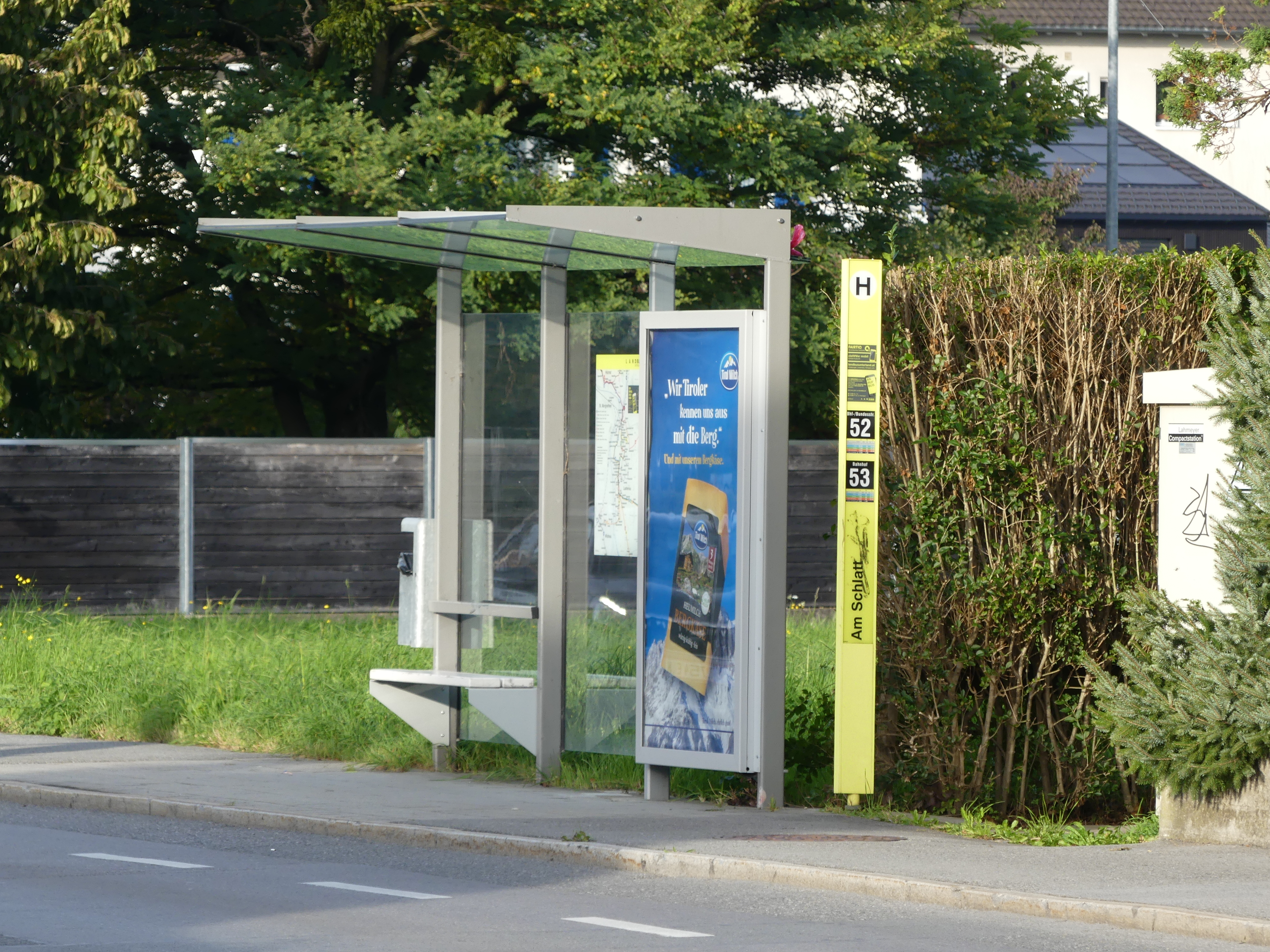
Eine typische überdachte Bushaltestelle im Liniennetz des Landbus Unterland

Der Landbus Unterland ist in das Liniennetz des Verkehrsverbund Vorarlberg integriert und wird mit Liniennummern von 118 bis 186 bezeichnet. Parallel verlaufende Linien sind häufig alternierend getaktet, sodass sich aus zwei 30-Minuten-Takten ein 15-Minuten-Takt oder aus zwei 60-Minuten-Takten ein 30-Minuten-Takt ergibt. Ab Dezember 2022 wurden die Liniennummern von zwei- auf dreistellig umgestellt. Grund hierfür war, dass so eine Überschneidung zwischen den Nummern der verschiedenen Busregionen Vorarlbergs vermieden werden sollte. Im Oktober 2022 wurden die neuen dreistelligen Nummer erstmals präsentiert. Seitdem wird der Landbus Unterland mit dem Nummernkreis 1xx bezeichnet.
| Linie (ab Dez. 2022) | Linie (bis Nov. 2022) | Verlauf                                                            | Takt Werktags (Mo–Fr) | Takt Samstags | Takt Sonn-/Feiertags | Nachtbus |
| -------------------- | --------------------- | ------------------------------------------------------------------ | --------------------- | ------------- | -------------------- | -------- |
| 118                  | 12c                   | Bregenz Bahnhof – Fluh                                             | 60 min                | 60 min        | 60 min               |          |
| 119                  | 12d                   | Bregenz Bahnhof – Oberstadt                                        | 60 min                | 60 min        | 60 min               |          |
| 120                  | 10                    | Bregenz – Lochau – Hörbranz                                        | 30 min/60 min         | 30 min/60 min | 60 min               | 60 min   |
| 121                  | 10b                   | Lochau Bahnhof – Hörbranz – Hohenweiler – Niederstaufen            | 60 min                | 60 min        | 60 min               | 60 min   |
| 125                  | 19                    | Bregenz – Lochau – Hörbranz                                        | 30 min/60 min         | 30 min/60 min | 60 min               | 60 min   |
| 126                  | 19b                   | Lochau Bahnhof – Hörbranz – Hohenweiler – Niederstaufen            | 60 min                | 60 min        | 60 min               |          |
| 127                  | 12                    | Lochau – Eichenberg - Möggers                                      | 60 min                | 60 min        | 60 min               |          |
| 128                  | 12a                   | Lochau – Pfänder                                                   | 60 min                | 60 min        | 60 min               |          |
| 129                  | 14a                   | Lochau – Lindau                                                    | 60 min                | 60 min        | 60 min               |          |
| 130                  | 11                    | Bregenz – Hard Alma – Lauterach – Dornbirn                         | 30 min/60 min         | 30 min/60 min | 60 min               | 60 min   |
| 131                  | 13                    | Bregenz – Kennelbach – Wolfurt Senderstraße – Dornbirn             | 30 min/60 min         | 30 min/60 min | 60 min               | 60 min   |
| 135                  | 14                    | Bregenz - Hard Alma - Lauterach - A14 - Dornbirn Wallenmahd        | 30 min                | 30 min        |                      |          |
| 140                  | 15                    | Bregenz – Hard Zentrum – Fußach – Höchst – Gaißau                  | 30 min/60 min         | 30 min/60 min | 60 min               | 60 min   |
| 141                  | 17                    | Bregenz – Hard Zentrum – Hard Bahnhof – Fußach – Lustenau          | 30 min/60 min         | 30 min/60 min | 60 min               | 60 min   |
| 145                  | 16                    | Bregenz – Lauterach – Hard – Lustenau                              | 30 min                |               |                      |          |
| 148                  | 18                    | Wolfurt – Lauterach – Hard                                         | 30 min/60 min         | 60 min        | 60 min               |          |
| 149                  | 16a                   | Hard Schäfferhofstraße –Brückenwaage                               | 30 min                |               |                      |          |
| 150                  | 21                    | Bregenz – Lauterach – Wolfurt – Schwarzach – Dornbirn              | 30 min/60 min         | 30 min/60 min | 60 min               | 60 min   |
| 151                  | 20                    | Bregenz – Wolfurt – Schwarzach – Dornbirn                          | 30 min/60 min         | 30 min/60 min | 60 min               |          |
| 158                  | 24                    | Wolfurt – Buch – Alberschwende                                     | 120 min               | 120 min       | 120 min              |          |
| 159                  | 45                    | Schwarzach – Bildstein – Alberschwende                             | 120 min               | 120 min       | 120 min              |          |
| 160                  | 50                    | Dornbirn – Lustenau – Höchst – Gaißau                              | 30 min/60 min         | 30 min/60 min | 60 min               | 60 min   |
| 161                  | 52                    | Dornbirn – Lustenau                                                | 30 min/60 min         | 30 min/60 min | 60 min               | 60 min   |
| 163                  | 52a                   | Dornbirn – Lustenau Industriegebiet Nord – Höchst                  | 30 min                | 30 min        |                      |          |
| 164                  | 54a                   | Wolfurt – Lauterach – Lustenau                                     | 60 min                |               |                      |          |
| 165                  | –                     | Lustenau – Höchst – Gaißau – Rheineck                              | 30 min/60 min         | 30 min/60 min |                      |          |
| 166                  | 51a                   | Lustenau Bahnhof – Sportpark – Rathaus – Wiesenrain                | 30 min                | 60 min        | 60 min               |          |
| 170                  | 23a                   | Hohenems Bahnhof – Otten Areal                                     | 30 min                |               |                      |          |
| 171                  | 22a                   | Hohenems Bahnhof – Rossa – Otten Areal                             | 30 min                |               |                      |          |
| 174                  | 55b                   | Hohenems Bahnhof – Rheinauen (Badebus)                             |                       | 60 min        | 60 min               |          |
| 175                  | 55                    | (Hohenems Cineplexx) – Hohenems Bahnhof – Emsreute – (Schuttannen) | 30 min                | 60 min        | 60 min               |          |
| 177                  | 47                    | Dornbirn – Gütle - Ebnit                                           | 30 min                | 30 min        | 60 min               |          |
| 180                  | 23                    | Dornbirn – Hohenems – Götzis                                       | 30 min/60 min         | 30 min/60 min | 60 min               |          |
| 181                  | 22                    | Dornbirn – Hohenems                                                | 30 min/60 min         | 30 min/60 min | 60 min               | 60 min   |
| 184                  | 54                    | Lustenau – Hohenems                                                | 30 min                | 30 min        |                      |          |
| 185                  | 53                    | Lustenau – Hohenems – Götzis                                       | 30 min/60 min         | 30 min/60 min | 60 min               | 60 min   |
| 186                  | 22g                   | Hohenems – Altach – Mäder – Götzis – (Koblach)                     | 60 min                | 30 min/60 min | 60 min               | 60 min   |

Stand: Dezember 2024

### Intervalle
Die Linien verkehrten bis zum Fahrplanwechsel am 15. Dezember 2024 Montags bis Freitags tagsüber im 30-Minuten-Intervall. Samstags und Sonntags wurde im 60-Minuten-Intervall gefahren. Seit jenem Fahrplanwechsel sind die Busse auch Samstags tagsüber wenn werktags auf den meisten Linien (mit nach hinten versetzen Betriebsbeginn) im Wochentagsfahrplan (idR. 30-Minuten-Intervall) unterwegs. Abends und am Sonntag wird weiterhin im ausgedünnten 60-Minuten-Intervall gefahren. Auf Korridoren mit sich überschneidenden Linien ergeben sich Taktfolgen Mo–Sa von bis zu 15 Minuten, Sonntag und Abends von bis zu 30 Minuten.

### Betriebszeiten
Grundsätzlich verkehrt der Landbus Unterland nach einem einheitlichen Betriebszeitenschema. Der Verkehr beginnt von Montag bis Freitag um ca. 05:00 Uhr, am Samstag um ca. 06:00 Uhr und an Sonn- und Feiertagen um ca. 07:00 Uhr. Der Tagesverkehr endet auf den meisten Linien zwischen 19:00 und 20:00 Uhr. Wenn auf einer Linie ein Abendverkehr im Fahrplan vorgesehen ist, so findet dieser meist zwischen 20:00 und 24:00 Uhr statt und beginnt so, dass circa eine Stunde zwischen der letzten Fahrt des Tagesverkehrs und der ersten Fahrt des Abendverkehrs vergangen ist. Der Nachtverkehr beginnt um circa 00:00 Uhr und endet um etwa 02:30 Uhr, mit Ausnahme der Linie 160, welche bis ungefähr 05:00 Uhr in Nächten vor Samstagen, Sonn- und Feiertagen verkehrt.

## Quelle
- Quelle des Artikels auf stadtverkehr.at